# Kennedy v. Louisiana
Kennedy v. Louisiana est un arrêt du 25 juin 2008 de la Cour suprême des États-Unis, qui juge la peine de mort contraire au VIIIe amendement de la Constitution lorsqu'elle s'applique à des crimes contre les personnes n'ayant pas entraîné la mort. Il s'agissait en l'occurrence de viol sur un enfant de moins de 12 ans.
La décision de la Cour suprême, rendue quelques mois seulement avant le scrutin présidentiel américain, est vivement critiquée par les deux candidats majeurs à cette élection : Barack Obama (futur POTUS) et John McCain.

## Faits
Le 2 mars 1998, dans leur domicile du quartier de Harvey, à La Nouvelle-Orléans, Patrick O'Neal Kennedy (âgé de 33 ans aux moments des faits) viola L.H., sa belle-fille de 8 ans, d'une manière extrêmement brutale, lui infligeant de graves lésions internes (à noter que Monsieur Kennedy pesait alors environ 136 kilos) ; après avoir appelé B&B Carpet Cleaning, une entreprise de nettoyage de moquette, à 7 h 37, il appela le 911 à 9 h pour indiquer que sa belle fille venait d'être violée,,. Il accusa deux garçons à bicyclettes d'être responsables du viol (et délivra même des fausses descriptions à leur sujet), une version des faits que la victime reprit par la suite avant de se retracter (avouant à sa mère que Monsieur Kennedy était le véritable auteur de son viol). De leur côté, les enquêteurs se mirent rapidement à douter du récit fourni par Kennedy, tant les différences entre celui-ci et les éléments retrouvés sur la scène de crime étaient nombreuses.
En 2003, la cour du 24ème district judiciaire de Louisiane le condamna à la peine de mort.
Bien que la Cour suprême des États-Unis ait déjà jugée la peine de mort anticonstitutionnelle pour viol en 1977 dans l'affaire Coker v. Georgia, la Cour suprême de Louisiane avait, en 2007, estimé que cette jurisprudence ne pouvait s'appliquer au cas de Kennedy, l'affaire en question concernant le viol d'une adolescente de seize ans.

## Contexte
La Louisiane est le premier État à avoir établi la peine de mort pour viol d'enfant après 1976 (en 1995) et le seul à avoir prononcé des condamnations en ce sens (2 dont une en 2007, alors que le pays compte plus de 3 000 condamnés). Plusieurs États débattirent de lois similaires dans le milieu des années 2000 et les États du Montana (en 1997 pour les viols violents en récidive commis sur adultes et mineurs) de la Caroline du Sud (2006), de l'Oklahoma (2006) et du Texas (2007) promulguèrent des versions de la Loi de Jessica (en) (loi destinée à punir de la réclusion criminelle à perpétuité les auteurs d'actes sexuels envers des mineurs en état de récidive) incluant la peine capitale ; l'Armée Américaine adopta également des lois punissant de mort le viol envers un mineur en 2006,,.

## Jugement
En 2008, le condamné Patrick Kennedy saisit la Cour suprême et celle-ci statua en sa faveur par cinq voix contre quatre.

### Opinion de la Cour
La Cour jugea par la plume d'Anthony Kennedy qu'au vu du faible état d'application de cette pratique, il y avait « un consensus national sur la question » et que « il y a une différence entre le meurtre au premier degré d'une part et les autres crimes contre les personnes d'autre part, même si le viol peut dévaster psychologiquement un enfant et scandaliser le public, il ne peut être comparé au meurtre dans sa sévérité et son irrévocabilité ».
Le jugement cite également le fait que les violeurs pourraient perdre intérêt à laisser leur victime en vie ou encore que les victimes pourraient être dissuadées de dénoncer leurs proches parents en cas de viol.

### Opinion dissidente
Dans son opinion dissidente le juge Alito critique vivement les derniers arguments : les juges doivent appliquer le droit et non décider en fonction d'arguments d'opportunité. Il estime que la Cour est incompétente pour décréter que le viol est forcément moins grave que le meurtre et que la plupart des Américains sont au contraire d'avis que celui qui viole un enfant est l'exemple-type du criminel pervers.

## Portée
Le jugement précise toutefois qu'il n'affecte pas les crimes non-homicides lorsqu'ils s'agit de crimes contre l'État, comme l'espionnage, la trahison ou encore la direction d'un trafic de stupéfiants, des crimes qui même s'ils n'ont pour l'heure pas entrainé de condamnation à la peine de mort, en sont théoriquement tous passibles devant la justice fédérale.

### Tentative de révision
Soutenu par le Gouvernement Fédéral et par une grande partie de la classe politique, l'État de Louisiane demanda vainement ensuite à la haute juridiction de revoir sa décision en se basant sur le fait que la Cour ignorait que le Congrès avait voté en 2006 une loi rendant le viol passible de mort lorsqu'il est commis par un militaire ; la demande de révision fut refusée le 1er octobre 2008.

## Recours subséquents
Patrick Kennedy fut condamné aux travaux forcés à perpétuité sans possibilité de libération conditionnelle le 7 janvier 2009, et son avocat, Me Jelpi Picou, promit d'introduite de nouveaux recours contre sa condamnation, maintenant que la peine a été commuée.
Le 15 octobre 2013, la juge fédérale Ginger Berrigan trouva digne de discussion le moyen alléguant qu'avant 1999 les femmes étaient victimes de discrimination lors de l'élection du président du Grand jury déposé par Mes Cecelia Trenticosta et Ben Cohen du Capital Appeals Project de la Nouvelle-Orléans et ordonna la cassation de l'arrêt et un nouveau procès ; cependant, et malgré les demandes de Kennedy, qui alléguait subir des brimades de la part des gardiens, la juge autorisa l'État à le maintenir en prison.
Le 9 septembre 2015 le recours de Patrick Kennedy contre sa condamnation fut rejeté par un panel de trois juges du cinquième circuit.